# Krzekotów
Krzekotów (Duits: Groß Vorwerk) is een plaats in het Poolse district  Głogowski, woiwodschap Neder-Silezië. De plaats maakt deel uit van de gemeente Głogów en telt 150 inwoners.